# Кинг, Джейми
Джейми Кинг (англ. Jaime King, родилась 23 апреля 1979) — американская актриса и фотомодель. Наиболее известна по ролям в триллере «Город грехов», комедии «Оптом дешевле 2», а также сериалах «Секреты на кухне», «Зои Харт из южного штата» и «Чёрное лето».
.

## Ранние годы
Джейми Кинг родилась в городе Омаха, Небраска, в семье Нэнси и Роберта Кингов. У неё есть младший брат Барри и старшая сестра Сэнди.
Родители дали девочке имя в честь персонажа Джейми Соммерс из телепроекта «Бионическая женщина», однако как только Кинг начала модельную карьеру, ей пришлось взять псевдоним «Джеймс» — из-за того, что в её агентстве уже была модель по имени Джейми Ришар.

## Карьера

### Модельная карьера
Джейми начала карьеру модели в подростковом возрасте. В 14 лет она посещала студию Нэнси Баундс, а затем была приглашена в Нью-Йорк, чтобы начать профессиональную модельную карьеру. В 15 лет она публиковалась в известных модных журналах, среди которых были Vogue и американский молодёжный журнал Seventeen. Когда ей было 16, её фото были опубликованы в журналах Glamour и Harper's Bazaar. В конце 1990-х годов она стала известной моделью, но её репутация была подпорчена слухами об употреблении наркотиков. Восстановить девушке имидж помогло удачное начало кинокарьеры и отказ от употребления запрещённых веществ.
В 2004 году Джейми вместе с Хэлли Берри, Джулианной Мур и Евой Мендес были выбраны лицами рекламной кампании косметики . Сама Кроме Revlon, Джейми Кинг представляла знаменитые бренды Christian Dior и Chanel и принимала участие в их показах. Также Кинг участвовала в модных шоу Victoria's Secret.

### Кинокарьера
Первой ролью Джейми в кино стала роль Пикселт в фильме «Летние забавы», рассказывающий о компании подростков в летнем лагере. В 2001 году она снялась в небольшой роли в фильме «Кокаин», главные роли в котором исполнили Джонни Депп и Пенелопа Крус. В том же году в прокат вышел оскароносный фильм Майкла Бэя «Перл-Харбор», в котором Джейми исполнила роль медсестры Бетти. В 2004 году Кинг снялась в роли Хизер в фильме «Белые цыпочки» с Шоном и Марлоном Уэйансами.
В 2005 году Джейми сыграла в адаптации графической новеллы Фрэнка Миллера «Город грехов»: она вместе с Микки Рурком сыграла главную роль в новелле «Тяжёлое прощание», в которой она исполнила роли сестёр-близнецов Голди и Уэнди. Фильм имел огромный успех, собрав более 158 миллионов долларов (при бюджете в 40 миллионов) и получив технический гран-при на Каннском кинофестивале в 2005 году. В том же году вышли ещё два фильма с участием Джейми: «Деньги на двоих», в котором её партнёрами по съёмочной площадке стали Аль Пачино и Мэттью Макконахи, и «Оптом дешевле 2», в котором она сыграла роль Энн Мерто.
В 2006 году Кинг участвовала в шести проектах, однако большинство из них были немассовыми, а самой популярной работой стала трагикомедия «Алиби». В 2008 году Кинг снова работала с Фрэнком Миллером в фильме «Мститель», в котором сыграла роль Лорелей. В 2009 году вышел хоррор Мой кровавый Валентин с Дженсеном Эклсом вглавной роли, где Кинг исполнила роль Сары Палмер. В том же году вышел фильм Кайла Ньюмана «Фанаты», который рассказывает о пятерых фанах культовой саги Джорджа Лукаса «Звёздные войны». В 2014 году вышел сиквел фильма «Город грехов» под названием «Город грехов 2: Женщина, ради которой стоит убивать», в котором Джейми снова сыграла Голди и Уэнди.
Также Джейми пробовала себя в качестве режиссёра, сняв короткометражки The Break In и Latch Key в 2011 году, в последней она выступила ещё и в качестве сценариста и продюсера.

### Карьера на телевидении
Джейми также принимала участие в различных телевизионных проектах. В 2005 году она сыграла в эпизоде сериала «Одинокие сердца» и исполнила одну из главных ролей Тани в сериала «Секреты на кухне», в котором её партнёром был Брэдли Купер. В 2009—2014 годах она озвучила несколькиъ персонажей в мультсериале «Звёздные войны: Войны клонов». В 2011—2015 годах Кинг играла роль Лемон в сериале «Зои Харт из южного штата».
В 2009 году Кинг была соведущей реалити-шоу «Королевы крика», а котором она также выступила в роли учителя актёрского мастерства вместе с Джоном Хомой. Суть проекта заключалась в том, чтобы выбрать одну из десяти начинающих актрис на роль в фильме ужасов.
С 2019 года Кинг снимается в главной роли Роуз  в сериале «Черное лето»,  приквела  сериала «Нация Z».

### Съёмки в музыкальных клипах
Помимо кино и телевидения, Кинг снималась в ряде музыкальных клипов. В 2012 году вышел клип Ланы Дель Рей на песню «Summertime Sadness», режиссёром клипа выступил Кайл Ньюман, на тот момент бывший мужем Джейми.

## Личная жизнь
В начале модельной карьеры Джейми встречалась с фотографом Дэвидом Сорренти, который скончался от передозировки наркотиков в 1997 году. После этого Кинг, которой тогда было 19 лет, публично обвинили в употреблении героина. Вскоре после инцидента Джейми отправилась в реабилитационный центр, чтобы пройти курс от пристрастия к наркотикам и алкоголю.
23 ноября 2007 года Кинг вышла замуж за режиссёра Кайла Ньюмана, с которым она встречалась 2 года до их свадьбы. У супругов два сына — Джеймс Найт Ньюман (род. 6 октября 2013) и Лео Темз Ньюман (род. 16 июля 2015). Актёры Тофер Грейс и Джессика Альба стали крёстными родителями Джеймса, а певица Тейлор Свифт — крёстной матерью Лео. Лео был поставлен диагноз «транспозиция магистральных сосудов» внутриутробно, когда Кинг находилась на 33-й недели беременности. В 5-месячном возрасте он перенёс операцию на сердце в медицинском центре Седарс-Синай.
25 июля 2014 года Кинг публично призналась, что ей были диагностированы синдром поликистозных яичников и эндометриоз, которые привели к бесплодию. Кинг перенесла пять выкидышей, внематочную беременность, пять курсов ЭКО и двадцать шесть курсов искусственного осеменения, прежде чем смогла родить своего первого сына Джеймса. Беременность Джеймсом оказалась тяжёлой, а роды были преждевременными из-за преэклампсии и длились 26 часов.
18 мая 2020 года Кинг подала на развод с Ньюманом.

## Фильмография

### Кино
| Год  | Название на русском                                 | Оригинальное название        | Роль                      | Примечания             |
| ---- | --------------------------------------------------- | ---------------------------- | ------------------------- | ---------------------- |
| 2001 | Летние забавы                                       | Happy Campers                | Пиксель                   |                        |
| 2001 | Кокаин                                              | Blow                         | Кристина Юнг              |                        |
| 2001 | Перл-Харбор                                         | Pearl Harbor                 | Бетти                     |                        |
| 2002 | Чуваки                                              | Slackers                     | Анжела Паттон             |                        |
| 2002 | Штат одинокой звезды                                | Lone Star State of Mind      | Бейби                     |                        |
| 2002 | —                                                   | Four Faces of God            | Сэм                       | короткометражный фильм |
| 2003 | Пуленепробиваемый монах                             | Bulletproof Monk             | Джейд                     |                        |
| 2004 | Белые цыпочки                                       | White Chicks                 | Хизер Вандергелд          |                        |
| 2005 | Дьявол во плоти                                     | Pretty Persuasion            | Кэти Джойс                |                        |
| 2005 | Город грехов                                        | Sin City                     | Голди / Уэнди             |                        |
| 2005 | Деньги на двоих                                     | Two for the Money            | Александрия               |                        |
| 2005 | Оптом дешевле 2                                     | Cheaper by the Dozen 2       | Энн Мерто                 |                        |
| 2006 | Алиби                                               | The Alibi                    | Хизер Прайс               |                        |
| 2006 | Путешественник                                      | The Tripper                  | Саманта                   |                        |
| 2006 | Правда, правда, ложь                                | True True Lie                | Натали                    |                        |
| 2007 | Ожидание                                            | They Wait                    | Сара                      |                        |
| 2008 | Мститель                                            | The Spirit                   | Лорелей                   |                        |
| 2009 | Мой кровавый Валентин                               | My Bloody Valentine          | Сара Палмер               |                        |
| 2009 | Фанаты                                              | Fanboys                      | Эмбер                     |                        |
| 2010 | В ожидании вечности                                 | Waiting for Forever          | Сьюзан Доннер             |                        |
| 2010 | Развилка на дороге                                  | A Fork in the Road           | Эйприл Роджерс            |                        |
| 2010 | День матери                                         | Mother’s Day                 | Бет                       |                        |
| 2012 | Красные хвосты                                      | Red Tails                    | Аксис Мэри                | озвучка                |
| 2012 | —                                                   | The Carlton Dance            | Джейми                    | короткометражный фильм |
| 2012 | Безмолвная ночь                                     | Silent Night                 | Обри Брэдимор             |                        |
| 2013 | Прости                                              | The Pardon                   | Тони Джо Генри            |                        |
| 2014 | Город грехов 2: Женщина, ради которой стоит убивать | Sin City: A Dame to Kill For | Голди / Уэнди             |                        |
| 2015 | Особо опасна                                        | Barely Lethal                | специальный аналитик Найт |                        |
| 2017 | Стерва                                              | Bitch                        | Бет                       |                        |
| 2017 | —                                                   | Room 303                     | модель                    | короткометражный фильм |
| 2018 | 8 подруг Оушена                                     | Ocean’s 8                    | в роли самой себя         |                        |
| 2018 | План побега 2                                       | Escape Plan 2: Hades         | Эбигейл Росс              |                        |
| 2019 | План побега 3                                       | Escape Plan: The Extractors  | Эбигейл Росс              |                        |
| 2019 | Мороженое в шкафу                                   | Ice Cream in the Cupboard    | доктор Гизель Коэн        |                        |
| 2021 | За гранью жизни                                     | Out of Death                 | Шеннон                    |                        |
| 2022 | —                                                   | McCrorey Rd.                 | Кейт                      | короткометражный фильм |

### Телевидение
| Год       | Название на русском          | Оригинальное название                    | Роль                | Примечания                                              |
| --------- | ---------------------------- | ---------------------------------------- | ------------------- | ------------------------------------------------------- |
| 2004      | —                            | Harry Green and Eugene                   | Анна Мари           | телесериал                                              |
| 2005      | Одинокие сердца              | The O.C.                                 | Мэри-Сью            | эпизод: The Return of the Nana                          |
| 2005—2006 | Секреты на кухне             | Kitchen Confidential                     | Tаня                | телесериал; основная роль                               |
| 2006      | Худшая неделя в моей жизни   | The Worst Week of My Life                | Пейдж               | эпизод: Pilot                                           |
| 2006—2007 | Класс                        | The Class                                | Палмер              | телесериал; роль второго плана                          |
| 2008—2009 | Холостяк Гари                | Gary Unmarried                           | Ванесса Флад        | телесериал; роль второго плана                          |
| 2009      | —                            | Tit for Tat                              | Джейми              | эпизод: The Booby Scare                                 |
| 2009—2014 | Звёздные войны: Войны клонов | Star Wars: The Clone Wars                | разные персонажи    | мультсериал; 9 эпизодов; озвучка                        |
| 2010      | —                            | Spartacus: Blood and Sand — Motion Comic | Элисса              | мультсериал; эпизод: The Beast of Carthage; озвучка     |
| 2010      | Моё поколение                | My Generation                            | Джеки Ваш           | телесериал; роль второго плана                          |
| 2011      | Любовь кусается              | Love Bites                               | Аманда              | эпизод: Modern Plagues                                  |
| 2011—2015 | Зои Харт из южного штата     | Hart Of Dixie                            | Лемон Бриленд       | телесериал; основная роль                               |
| 2012      | Отчаянные домохозяева        | House Husbands                           | танцовщица на шесте | эпизод: Harmony Day                                     |
| 2014      | Пиф-паф комедия              | Comedy Bang! Bang!                       | Шейла Линтер        | эпизод: Dane Cook Wears a Black Blazer & Tailored Pants |
| 2014      | —                            | Love Advent                              | в роли самой себя   | эпизод: Jaime King                                      |
| 2016      | Робоцып                      | Robot Chicken                            | разные персонажи    | мультсериал; эпизод: Yogurt in a Bag; озвучка           |
| 2016      | Рождественское обещание      | The Mistletoe Promise                    | Элиз                | телефильм                                               |
| 2016      | —                            | Attention Deficit Theater                | н/д                 | телесериал                                              |
| 2018      | —                            | Transformers: Power of the Primes        | Солус Прайм         | мультсериал; роль второго плана; озвучка                |
| 2019—2021 | Чёрное лето                  | Black Summer                             | Роуз                | телесериал; основная роль                               |

### Музыкальные клипы
| Год  | Исполнитель   | Название             |
| ---- | ------------- | -------------------- |
| 2003 | Робби Уильямс | «Sexed Up»           |
| 2009 | The Fray      | «Never Say Never»    |
| 2012 | Лана Дель Рей | «Summertime Sadness» |
| 2021 | LP            | «One Last Time»      |

## Награды
| Год  | Церемония              | Категория         | Фильм           | Результат |
| ---- | ---------------------- | ----------------- | --------------- | --------- |
| 2001 | Young Hollywood Awards | Новая икона стиля | н/д             | Победа    |
| 2003 | DVD Exclusive Awards   | Лучшая актриса    | «Летние забавы» | Номинация |